# 中国铁路25DD型客车
中国铁路25DD型客车是中国铁路客车的一种型号。

## 概要
25DD型客车是中国铁路在1990年代末至21世纪初制造的一些试验性动车组的客车型号。“DD”是“动车组动车”汉语拼音的简称。因为25DD型客车是用于中国铁路各种样式的试验性动车组，所以25DD型客车不是一种标准车型，没有进行统型。长春客车厂、唐山机车车辆厂、南京浦镇车辆厂和青岛四方机车车辆厂均为各种试验型动车组制造过各种样式的命名为“25DD”的客车，外观各不相同，技术指标也各不相同。“中原之星”、“长白山号”、“先锋号”等等试验性动车组拖动车厢上都标记为“25DD”型。